# Gennaro Basile
Gennaro Basile (Napoli, 1722 – Brno, 22 luglio 1782) è stato un pittore italiano.

## Biografia
Non ci sono notizie circa il luogo esatto di nascita di Basile e sulla sua formazione artistica. Emigrò nel regno asburgico e operò in vari paesi germanofoni. Basile si sposò con Catherine Jelinek.
Intorno al 1752 lavorò per la famiglia Esterházy in Ungheria poi nel 1755 operò nel castello di Seeburg a Salisburgo e a Seekirchen am Wallersee. Nel 1766 Basile fu pittore di corte dell'arcivescovo di Praga e, durante lo stesso periodo, studiò filosofia presso l'Università di Praga.
Verso la fine del Settecento si stabilì a Brno, dove morì il 22 luglio 1782.

## Opere
- Basile tra il 1742 e il 1746 ha disegnato soldati serbi e croati dalla Guerra di successione spagnola in Slesia, che furono poi usati come modello per le incisioni di Christian Wilhelm.
- Ritratto della nobiltà stiriana per Castello di Hainfeld (1750)
- Schizzo a olio per pala d'altare della cappella del castello Seeburg, Seekirchen (il Seminario Arcivescovile Borromäum) (1756)
- Autoritratto, Schloss Leopoldskron, Salisburgo.
- Morte di San Ruperto, dipinti sul soffitto, cappella del castello Seeburg Seekirchen (1755)
- Madonna in trono con i santi Federico e Ruperto, pala d'altare della Cappella Schloss Seeburg, Seekirchen  (1755).
- Ritratto di Amandus Streer, abate del monastero di Kladruby,  Stříbro (1770)
- Pala di S. Niccolò, chiesa di S. Niccolò a Velké Meziříčí  (1772);
- Pala di S. Michele nella cappella omonima della chiesa di Křižanov presso Velké Meziříčí (scomparsa);
- Ritratto di M. Polhamer, Museo civico di Melk in Austria (1777)